# Eolië

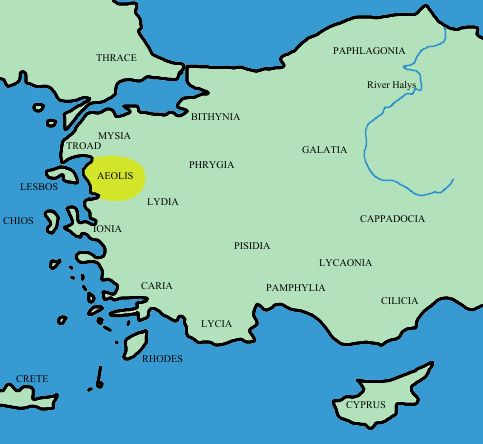
Kaart met de locatie van Aeolis

Eolië of Aeolië (Oudgrieks Αιολία, Aiolía; Latijn Aeolia), ook wel Eolis (Oudgrieks Αιολίς, Aiolís), was een gebied dat het westen en noordwesten van Anatolië omvatte, merendeels langs de kust, maar ook met enkele eilanden (met name Lesbos), waar de Eolische poleis lagen. Eolis overlapte met de zuidelijke gedeeltes van Mysië, welke de noordgrens vormde, Ionië in het zuiden en Lydië in het oosten. In vroege tijden waren de twaalf belangrijkste steden van Eolis onafhankelijk, en vormden een liga: Cyme (ook genoemd Phriconis), Larissae, Neonteichos, Temnus, Cilla, Notium, Aegiroessa, Pitane, Aegeaeae, Myrina, Gryneia, en Smyrna (Herodotus, 1.149).
Volgens de beschrijving van Homerus landde Odysseus na zijn verblijf bij de Cyclopen op het eiland van Aiolos, die hem de westenwind Zephyr verschafte.

## Bekende inwoners van Eolis
- Autolycus van Pitane
- Heracleides van Cyme

Bithynië · Cappadocië · Carië · Cilicië · Dorische hexapolis · Eolië · Frygië · Galatië · Ionië · Lycaonië · Lycië · Lydië · Mysië · Pamfylië · Paflagonië · Pisidië · Pontus · Troas